# مونرو (ويسكونسن)
مونرو (بالإنجليزية: Monroe, Wisconsin)‏ هي بلدة، مدينة من الدرجة الرابعة و مقر المقاطعة تقع في الولايات المتحدة في مقاطعة غرين (ويسكونسن). يقدر عدد سكانها بـ 10,827 نسمة ومساحتها 12.51 كم2 و وترتفع عن سطح البحر 322 متر.

## التركيبة السكانية
قام مكتب تعداد الولايات المتحدة بتحديد بيانات التركيبة السكانية لمونرو في تعداد الولايات المتحدة. في ما يلي، التركيبة السكانية حسب تعدادي 2000 و2010.

### تعداد عام 2000
بلغ عدد سكان مونرو 13,795 نسمة بحسب تعداد عام 2000، وبلغ عدد الأسر 4,173 أسرة وعدد العائلات 3,058 عائلة مقيمة في المدينة. في حين سجلت الكثافة السكانية 2,388.4 نسمة لكل ميل مربع (922.2/كم2). وبلغ عدد الوحدات السكنية 4,427 وحدة بمتوسط كثافة قدره 766.5 نسمة لكل ميل مربع (295.9/كم2).
وتوزع التركيب العرقي للمدينة بنسبة 9.66% من الهسبانيون أو اللاتينيون من أي عرق.
بلغ عدد الأسر 4,173 أسرة كانت نسبة 45.7% منها لديها أطفال تحت سن الثامنة عشر تعيش معهم، وبلغت نسبة الأزواج القاطنين مع بعضهم البعض 57.8% من أصل المجموع الكلي للأسر، ونسبة 10.5% من الأسر كان لديها معيلات من الإناث دون وجود شريك، وكانت نسبة 26.7% من غير العائلات. تألفت نسبة 20.6% من أصل جميع الأسر من أفراد ونسبة 8.6% كانوا يعيش معهم شخص وحيد يبلغ من العمر 65 عاماً فما فوق. وبلغ متوسط حجم الأسرة المعيشية 3.26، أما متوسط حجم العائلات فبلغ 2.83.
بلغ العمر الوسطي للسكان 31 عاماً. وكانت نسبة 8.9% بين الثامنة عشر والأربعة وعشرون عاماً، ونسبة 41.4% كانت واقعةً في الفئة العمرية ما بين الخامسة والعشرون حتى والأربعة وأربعون عاماً، ونسبة 14.2% كانت ما بين الخامسة والأربعون حتى الرابعة والستون، ونسبة 8.0% كانت ضمن فئة الخامسة والستون عاماً فما فوق. يوجد لكل 100 أنثى 126.7 ذكر، ويوجد لكل 100 أنثى في الثامنة عشر من عمرها فما فوق 137.3 ذكر.
بلغ متوسط دخل الأسرة في المدينة 50,390 دولار، أما متوسط دخل العائلة فبلغ 55,793 دولار. وكان متوسط دخل الذكور 39,847 دولار مقابل 31,633 دولار للإناث. وسجل دخل الفرد الخاص بالمدينة 18,912 دولار. وكانت نسبة 5.6% من العائلات ونسبة 8.9% من السكان تحت خط الفقر، وكان من هؤلاء نسبة 9.2% تحت سن الثامنة عشر ونسبة 14.7% في الخامسة والستين من العمر وما فوق.

### تعداد عام 2010
بلغ عدد سكان مونرو 10,827 نسمة بحسب تعداد عام 2010، وبلغ عدد الأسر 4,810 أسرة وعدد العائلات 2,781 عائلة مقيمة في المدينة. في حين سجلت الكثافة السكانية 2,241.6 نسمة لكل ميل مربع (865.5/كم2). وبلغ عدد الوحدات السكنية 5,101 وحدة بمتوسط كثافة قدره 1,056.1 لكل ميل مربع (407.8/كم2).
وتوزع التركيب العرقي للمدينة بنسبة 94.8% من البيض و 0.2% من الأمريكيين الأصليين و 0.7% من الأمريكيين ذوي الأصول الآسيوية و 0.6% من الأمريكيين الأفارقة و 1.1% من عرقين مختلطين أو أكثر.
بلغ عدد الأسر 4,810 أسرة كانت نسبة 27.4% منها لديها أطفال تحت سن الثامنة عشر تعيش معهم، وبلغت نسبة الأزواج القاطنين مع بعضهم البعض 42.8% من أصل المجموع الكلي للأسر، ونسبة 10.7% من الأسر كان لديها معيلات من الإناث دون وجود شريك، بينما كانت نسبة 4.3% من الأسر لديها معيلون من الذكور دون وجود شريكة وكانت نسبة 42.2% من غير العائلات. تألفت نسبة 36.4% من أصل جميع الأسر من أفراد ونسبة 16.9% كانوا يعيش معهم شخص وحيد يبلغ من العمر 65 عاماً فما فوق. وبلغ متوسط حجم الأسرة المعيشية 2.87، أما متوسط حجم العائلات فبلغ 2.22.
بلغ العمر الوسطي للسكان 41.1 عاماً. وكانت نسبة 22.5% من القاطنين تحت سن الثامنة عشر، وكانت نسبة 8% بين الثامنة عشر والأربعة وعشرون عاماً، ونسبة 24% كانت واقعةً في الفئة العمرية ما بين الخامسة والعشرون حتى والأربعة وأربعون عاماً، ونسبة 26.8% كانت ما بين الخامسة والأربعون حتى الرابعة والستون، ونسبة 18.8% كانت ضمن فئة الخامسة والستون عاماً فما فوق. وتوزع التركيب الجنسي للسكان بنسبة 47.9% ذكور و52.1% إناث.